# NGC 1180
NGC 1180 је елиптична галаксија у сазвежђу Еридан која се налази на NGC листи објеката дубоког неба.
Деклинација објекта је - 15° 1' 49" а ректасцензија 3h 1m 51,0s. Привидна величина (магнитуда) објекта NGC 1180 износи 14,9 а фотографска магнитуда 15,9. NGC 1180 је још познат и под ознакама NPM1G -15.0162, PGC 11435.